# Bill Tilman
Pour les articles homonymes, voir Tilman.
 (août 2019).
Harold William « Bill » Tilman (14 février 1898 - 1977) est un explorateur, alpiniste et navigateur britannique qui fut officier du Special Operations Executive durant la Seconde Guerre mondiale.

## Biographie
Diplômé de l'Académie militaire royale de Woolwich, il est nommé sous-lieutenant d’artillerie le 28 juillet 1915. Blessé à deux reprises sur le front occidental pendant la Première Guerre mondiale, il gagne deux fois la Military Cross (3 mars puis 12 septembre 1917). Promu lieutenant le 1er juillet 1917.
Il démissionne de l’armée en 1919 et émigre au Kenya où il dirige une plantation de café. À partir de 1930, il escalade avec Eric Shipton le Kilimanjaro, le mont Kenya et le Ruwenzori.
En 1933, il traverse l'Afrique à bicyclette, de l’Ouganda à la côte Ouest.
En 1934, il commence une série d'ascensions dans l'Himalaya, avec Eric Shipton, il explore la région de la Nanda Devi.
En 1936, au cours d'une expédition qu'il dirige, il atteint le sommet de la Nanda Devi (7 816 m), sans oxygène.
Il réintègre l'armée à la déclaration de guerre en 1939. Capitaine, il combat en France (il reçoit une citation le 20 décembre 1940) puis en Afrique du Nord en 1942.
En 1943, agent du SOE en Albanie, il est parachuté en zone occupée albanaise. En 1944 et 1945, il combat au côté des partisans italiens et reçoit le Distinguished Service Order le 4 octobre 1945.
Tilman est promu commandant honoraire en 1948.
En 1952, il est consul à Bornéo.
À 55 ans, il arrête l'escalade pour naviguer sur les mers d'Amérique du Sud, de l'Arctique et de l'Antarctique. Il réalise la première traversée du champ de glace Sud de Patagonie en 1955-1956 avec Jorge Quinteros. On le retrouve en 1960 à bord du Mischief à explorer les îles Crozet et Kerguelen et, en 1964-1965, en qualité de skipper du voilier Patanella, déposer une expédition australienne ayant pour objectif l'ascension du volcan Big Ben à l'île Heard.
Promu Commandeur de l’Ordre de l'Empire britannique (CBE) à titre civil le 1er janvier 1973.
Parti pour une nouvelle expédition, il disparaît en mer en 1977 alors qu'il naviguait vers les îles Malouines.